# Бісмарк Аджей-Боатенг
Бісмарк Аджей-Боатенг (англ. Bismark Adjei-Boateng, 10 травня 1994 Аккра, Гана) — ганський футболіст, півзахисник клубу КуПС.

## Клубна кар'єра
Аджей-Боатенг — вихованець відомої африканської академії «Право на мрію» (англ. Right to Dream Academy). Після закінчення академії був придбаний англійською командою «Манчестер Сіті», але відразу був відправлений в оренду в норвезький клуб «Стремсгодсет». 12 серпня 2012 року провів перший матч за команду, в матчі проти «Тромсе» вийшовши на заміну в кінці другого тайму. 16 травня 2013 року забив перші голи за команду в матчі проти «Согндала», відзначившись «дублем».
У вересні 2013 року отримав травму щиколотки під час тренування, від якої відновився лише в кінці червня 2014 року, тим не менш став з командою чемпіоном Норвегії-2013. У лютому 2015 року керівництво «Манчестер Сіті» ухвалило рішення, що Бісмарк буде грати в «Стремсгодсеті» до кінця сезону 2015 року. 5 січня 2016 року стало відомо, що гравець залишиться в норвезькому клубі ще на один повний сезон.
Так і не зігравши жодної гри за «Манчестер Сіті», 24 січня 2017 року Аджей-Боатенг підписав контракт з клубом MLS «Колорадо Репідз». У північноамериканській лізі дебютував 18 березня 2017 року в матчі проти «Міннесоти Юнайтед», замінивши на останні вісім хвилин Сема Кроніна. Свій перший гол в MLS забив 11 серпня 2018 року, його м'яч в компенсований час приніс «Колорадо Репідз» перемогу над «Сан-Хосе Ерсквейкс» з рахунком 2:1. 12 липня 2019 року Боатенг розірвав контракт з «Колорадо Репідз» за взаємною згодою сторін .
У грудні 2019 приєднався до клубу чемпіонату Фінляндії КуПС, підписавши однорічний контракт з опцією продовження ще на один рік. В травні 2021 року Бісмарк виграв з новою командою Кубок Фінляндії.

## Статистика
Станом на 20 лютого 2021
| Виступи                 | Виступи           | Виступи           | Ліга | Ліга | Кубок | Кубок | Континент. | Континент. | Інше | Інше | Всього | Всього |
| Клуб                    | Ліга              | Сезон             | Ігри | Голи | Ігри  | Голи  | Ігри       | Голи       | Ігри | Голи | Ігри   | Голи   |
| ----------------------- | ----------------- | ----------------- | ---- | ---- | ----- | ----- | ---------- | ---------- | ---- | ---- | ------ | ------ |
| «Стремсгодсет» (оренда) | Тіппеліга         | 2012              | 8    | 0    | 0     | 0     | —          | —          | —    | —    | 8      | 0      |
| «Стремсгодсет» (оренда) | Тіппеліга         | 2013              | 17   | 7    | 0     | 0     | 4          | 1          | —    | —    | 21     | 8      |
| «Стремсгодсет» (оренда) | Тіппеліга         | 2014              | 11   | 2    | 1     | 0     | 0          | 0          | —    | —    | 12     | 2      |
| «Стремсгодсет» (оренда) | Тіппеліга         | 2015              | 21   | 4    | 3     | 1     | 1          | 0          | —    | —    | 25     | 5      |
| «Стремсгодсет» (оренда) | Тіппеліга         | 2016              | 29   | 3    | 4     | 0     | 2          | 0          | —    | —    | 35     | 3      |
| «Стремсгодсет» (оренда) | Всього            | Всього            | 86   | 16   | 8     | 1     | 7          | 1          | —    | —    | 101    | 18     |
| «Колорадо Репідз»       | MLS               | 2017              | 18   | 0    | 1     | 0     | —          | —          | —    | —    | 19     | 0      |
| «Колорадо Репідз»       | MLS               | 2018              | 20   | 1    | 1     | 0     | 1          | 0          | —    | —    | 22     | 1      |
| «Колорадо Репідз»       | MLS               | 2019              | 0    | 0    | 0     | 0     | —          | —          | —    | —    | 0      | 0      |
| «Колорадо Репідз»       | Всього            | Всього            | 38   | 1    | 2     | 0     | 1          | 0          | —    | —    | 41     | 1      |
| КуПС                    | Вейккаусліга      | 2020              | 19   | 2    | 6     | 2     | 4          | 0          | —    | —    | 29     | 4      |
| КуПС                    | Вейккаусліга      | 2021              | 0    | 0    | 2     | 0     | 0          | 0          | —    | —    | 2      | 0      |
| КуПС                    | Всього            | Всього            | 19   | 2    | 8     | 2     | 4          | 0          | —    | —    | 31     | 4      |
| Всього за кар'єру       | Всього за кар'єру | Всього за кар'єру | 143  | 19   | 18    | 3     | 12         | 1          | —    | —    | 173    | 23     |

## Досягнення
- Чемпіон Норвегії : 2013
- Володар Кубка Фінляндії: 2021
- Чемпіон Румунії: 2021-22